# Nalew
Nalew – roztwór wodnoalkoholowy substancji zapachowo–smakowych wyekstrahowanych z surowców roślinnych, o zawartości alkoholu od 40 do 85% obj.
Stanowi półprodukt przy wyrobie nalewek, wódek smakowych i likierów. Otrzymywany jest przez macerację roztworem spirytusu owoców, ziół, przypraw itd.